# 沖縄の学徒隊

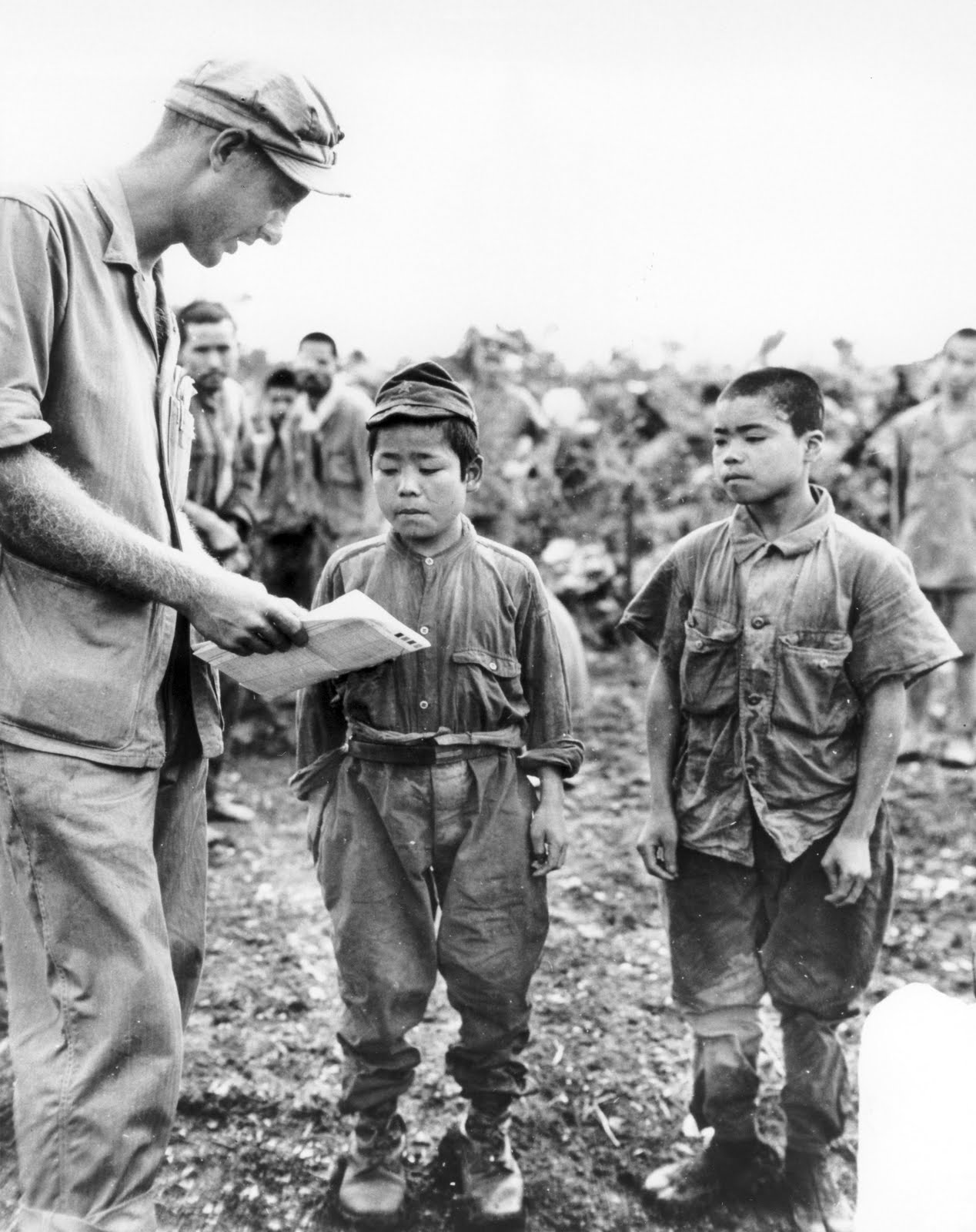
沖縄の少年兵

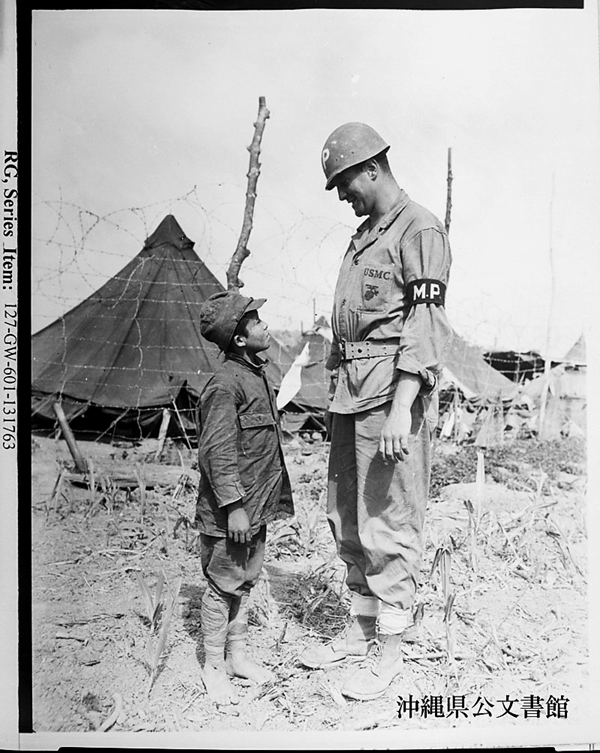
米海兵隊による写真説明「沖縄の少年兵 - 沖縄戦の前に、学齢期の児童たちは日本の戦争兵器のための労働者として働くことを余儀なくされた。米海兵隊が上陸したとき、ニッポンのくびきは解き放たれた。日本軍によって徴兵された典型的な児童労働者は、このような14歳の少年で、今は憲兵隊の大きくてフレンドリーな海兵隊員ジョン・F・カシネリー上等兵にいくつかの英単語を教わっている。」(1945年7月)

戦前、沖縄には21の旧制中学校があり、沖縄戦では、これらすべての男女中学校から生徒が法的根拠もないまま戦場に動員された。男子生徒は14歳から19歳で、上級生が鉄血勤皇隊に、下級生が通信隊に配属された。中には13歳の学徒もいた。また陸軍中野学校直属の護郷隊に配属された学徒もいた。女子生徒は15歳から19歳で、従軍の看護助手として配属された。

## 学徒に動員された21の中学校
以下にあげた表は沖縄県の資料に基づくが、実際の動員数と戦死者数はまだまだ不明のままである。県の資料では動員数も戦死者数も不明のままとされてきた開南中学の資料は存在しないと思われていたが、2019年9月になって、沖縄戦に動員された学徒の名前や部隊名、住所などを示した厚生労働省の「学徒名簿」が国立公文書館で公開され、開南中学の学徒71人の名前、住所、所属部隊が記載された名簿も「発見」された。厚生労働省が2017年（平成29年）まで保管していたものが国立公文書館に移管され、2年後に公開されたことになる。
|                                                               | 戦死者数 / 動員数 | 戦死者率 |
| ------------------------------------------------------------- | ----------------- | -------- |
| 1) 沖縄師範学校男子部（師範鉄血勤皇隊）                       | 226/386           | 59%      |
| 2) 沖縄県立第一中学校（一中鉄血勤皇隊・一中通信隊）           | 153/273           | 56%      |
| 3) 沖縄県立第二中学校（二中鉄血勤皇隊・二中通信隊）           | 115/140           | 82%      |
| 4) 沖縄県立第三中学校（三中鉄血勤皇隊・三中通信隊）           | 42/334            | 13%      |
| 5) 沖縄県立農林学校（農林鉄血勤皇隊）                         | 23/130            | 18%      |
| 6) 沖縄県立水産学校（水産鉄血勤皇隊・水産通信隊）             | 31/48             | 65%      |
| 7) 沖縄県立工業学校（工業鉄血勤皇隊・工業通信隊）             | 88/97             | 91%      |
| 8) 那覇市立商工学校（商工鉄血勤皇隊・商工通信隊）             | 114/不明          | 不明     |
| 9) 開南中学校（開南鉄血勤皇隊・開南通信隊）                   | 不明              | 不明     |
| 10) 沖縄県立宮古中学校（宮古中鉄血勤皇隊）                    | 不明              | 不明     |
| 11) 沖縄県立八重山農学校（八重農鉄血勤皇隊・八重農女子学徒隊) | 不明              | 不明     |
| 12) 沖縄県立八重山中学校（八重山中鉄血勤皇隊）                | 不明              | 不明     |
| 13) 沖縄女子師範学校（ひめゆり学徒隊）                        | 81/157            | 52%      |
| 14) 沖縄県立第一高等女学校（ひめゆり学徒隊）                  | 42/65             | 65%      |
| 15) 沖縄県立第二高等女学校（白梅学徒隊）                      | 17/46             | 37%      |
| 16) 沖縄県立第三高等女学校（なごらん学徒隊）                  | 1/10              | 10%      |
| 17) 沖縄県立首里高等女学校（瑞泉学徒隊）                      | 33/61             | 54%      |
| 18) 沖縄積徳高等女学校（ふじ学徒隊）                          | 3/25              | 12%      |
| 19) 昭和高等女学校（梯梧学徒隊）                              | 9/17              | 53%      |
| 20) 沖縄県立宮古高等女学校（宮古高女学徒隊）                  | 1/48              | 2%       |
| 21) 沖縄県立八重山高等女学校（八重山高女学徒隊）              | 1/60              | 2%       |
| 計                                                            | 980/1913          | 51%      |

## 護郷隊
また沖縄では、陸軍中野学校の出身将校によって作られた2つの少年兵ゲリラ部隊が編成された。それぞれ第1護郷隊、第2護郷隊と呼ばれた。地元の国民学校や三中鉄血勤皇隊、水産鉄血勤皇隊の学徒によって構成されていた。

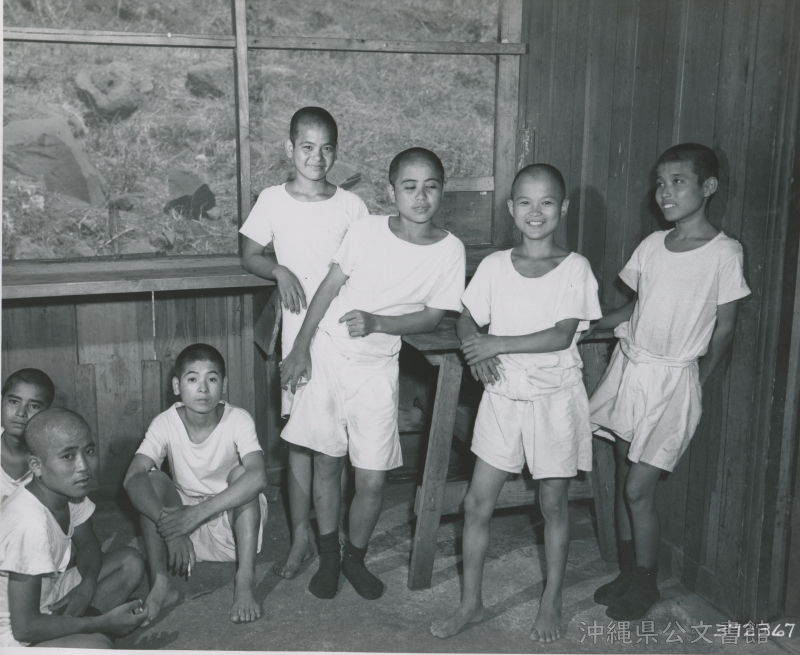
ハワイのオアフ島にある捕虜収容所に送られた沖縄の少年兵捕虜 (1945年7月13日撮影)。1945年6月から7月にかけて沖縄の防衛隊員や学徒兵のうち三千人以上が3回にわたってハワイの収容所に移送された。

第3遊撃隊 (第1護郷隊）村上治夫大隊長
第4遊撃隊 (第2護郷隊)  岩波壽隊長
ハワイの捕虜収容所に送られた沖縄の少年兵

## 配属部隊
第32軍司令部直轄部隊 (球部隊)
- 第32軍司令部 ← 師範鉄血勤皇隊・水産通信隊
- 第二野戦築城隊 ← 師範鉄血勤皇隊
- 独立重砲兵第百大隊 ← 一中鉄血勤皇隊
- 野戦重砲兵第一連隊 ← 一中鉄血勤皇隊
- 独立測地第一中隊 ← 一中鉄血勤皇隊
- 第五砲兵司令部 ← 一中鉄血勤皇隊、工業通信隊
- 独立工兵第六十六大隊 ← 一中鉄血勤皇隊
- 電信第三十六連隊 ← 一中通信隊
- 第三遊撃隊 (第1護郷隊)  ← 三中鉄血勤皇隊
- 第四遊撃隊 (第2護郷隊)  ← 水産鉄血勤皇隊
- 第十九航空地区司令部 ← 農林鉄血勤皇隊
- 沖縄陸軍病院 ← ひめゆり学徒隊
- 第三十二軍司令部経理部 ← ひめゆり学徒隊
- 沖縄陸軍病院名護分院 ← なごらん学徒隊

第62師団 (石部隊)
- 歩兵第六十四旅団独立歩兵第二十二大隊 ← 商工鉄血勤皇隊
- 歩兵第六十四旅団独立歩兵第二十三大隊 ← 開南鉄血勤皇隊
- 第六十二師団通信隊 ← 二中通信隊
- 第六十二師団野戦病院 ← 瑞泉学徒隊・梯梧学徒隊

第24師団 (山部隊)
- 第二十四師団司令部 ← 開南鉄血勤皇隊
- 輜重兵第二十四連隊 ← 工業鉄血勤皇隊
- 第二十四師団第一野戦病院 ← 白梅学徒隊
- 第二十四師団第二野戦病院 ← 積徳学徒隊
- 独立混成第四十四旅団司令部 ← 商工通信隊
- 第二歩兵隊  ← 二中鉄血勤皇隊、三中鉄血勤皇隊、三中通信隊、農林鉄血勤皇隊
- 独立混成第十五連隊 ← 商工通信隊

独立混成第44旅団 (球部隊) 石垣島配備
- 独立混成第四十五旅団司令部  ← 八重農鉄血勤皇隊、八重山中鉄血勤皇隊
- 船浮陸軍病院、海軍病院 ← 八重山高女学徒隊

第28師団 (豊部隊) 宮古島・大東島配備
- 第二十八師団通信隊 ← 宮古中鉄血勤皇隊
- 第二十八師団第二野戦病院 ← 宮古高女学徒隊
- 第二十八師団第四野戦病院 ← 宮古高女学徒隊
- 宮古島陸軍病院 ← 宮古高女学徒隊
- 第二十八師団第三野戦病院 ← 八重山高女学徒隊・八重農女子学徒隊

独立混成第60旅団 (駒部隊) 宮古島・大東島配備
独立混成第59旅団 (碧部隊) 宮古島・大東島配備

## 沖縄の学徒兵
沖縄の学徒兵
1)      沖縄師範学校男子部（師範鉄血勤皇隊）
動員 (生徒386人 / 教師24人) 戦死者数 (生徒226人 / 教師9人) 戦死者率 (生徒58% / 教師 37%)
- 大田昌秀 (元沖縄県知事)
- 古堅実吉 (元衆議院議員)
- 安里祥徳 (沖縄バヤリース創設者[3]・会長)

2)      沖縄県立第一中学校（一中鉄血勤皇隊・一中通信隊）
動員 (生徒273人 / 教師12人) 戦死者数 (生徒153人 / 教師6人) 戦死者率 (生徒56% / 教師50%)
3)      沖縄県立第二中学校（二中鉄血勤皇隊・二中通信隊）
動員 (生徒140人 / 教師1人) 戦死者数 (生徒115人 / 教師0人) 戦死者率 (生徒82% / 教師0%)
4)      沖縄県立第三中学校（三中鉄血勤皇隊・三中通信隊）
動員 (生徒334人 / 教師19人) 戦死者数 (生徒42人 / 教師人) 戦死者率 (生徒12% / 教師0%)
- 東江康治 (名桜大学創設者・初代学長)[4]

5)      沖縄県立農林学校（農林鉄血勤皇隊）
動員 (生徒130人 / 教師10人) 戦死者数 (生徒23人 / 教師1人) 戦死者率 (生徒18% / 教師10%)
6)      沖縄県立水産学校（水産鉄血勤皇隊・水産通信隊）
動員 (生徒48人 / 教師2人) 戦死者数 (生徒31人 / 教師1人) 戦死者率 (生徒64% / 教師50%)
7)      沖縄県立工業学校（工業鉄血勤皇隊・工業通信隊）
動員 (生徒97人 / 教師7人) 戦死者数 (生徒88人 / 教師7人) 戦死者率 (生徒90% / 教師100%)
8)      那覇市立商工学校（商工鉄血勤皇隊・商工通信隊）
動員 (生徒不明人 / 教師人) 戦死者数 (生徒114人 / 教師人) 戦死者率 (生徒?% / 教師?%)
9)      開南中学校（開南鉄血勤皇隊・開南通信隊）
動員 (生徒不明人 / 教師人) 戦死者数 (生徒不明人 / 教師人) 戦死者率 (生徒?% / 教師?%)
10)   沖縄県立宮古中学校（宮古中鉄血勤皇隊）
動員 (生徒不明人 / 教師人) 戦死者数 (生徒?人 / 教師?人) 戦死者率 (生徒?% / 教師?%)
11)   沖縄県立八重山農学校（八重農鉄血勤皇隊・八重農女子
動員 (生徒不明人 / 教師人) 戦死者数 (生徒?人 / 教師?人) 戦死者率 (生徒?% / 教師?%)
12)   沖縄県立八重山中学校（八重山中鉄血勤皇隊）
動員 (生徒16人 / 教師人) 戦死者数 (生徒0人 / 教師人) 戦死者率 (生徒% / 教師 %)
13)   沖縄師範学校女子部（ひめゆり学徒隊）
動員 (生徒157人 / 教師18人) 戦死者数 (生徒81人 / 教師13人) 戦死者率 (生徒51% / 教師 72%)
14)   沖縄県立第一高等女学校（ひめゆり学徒隊）
動員 (生徒65人 / 教師人) 戦死者数 (生徒42人 / 教師人) 戦死者率 (生徒64% / 教師%)
15)   沖縄県立第二高等女学校（白梅学徒隊）
動員 (生徒46人 / 教師人) 戦死者数 (生徒17人 / 教師人) 戦死者率 (生徒36% / 教師 %)
16)   沖縄県立第三高等女学校（なごらん学徒隊）
動員 (生徒10人 / 教師人) 戦死者数 (生徒1人 / 教師人) 戦死者率 (生徒10% / 教師 %)
17)   沖縄県立首里高等女学校（瑞泉学徒隊）
動員 (生徒61人 / 教師人) 戦死者数 (生徒33人 / 教師人) 戦死者率 (生徒54% / 教師 %)
18)   沖縄積徳高等女学校（積徳学徒隊）
動員 (生徒25人 / 教師人) 戦死者数 (生徒3人 / 教師人) 戦死者率 (生徒12% / 教師 %)
19)   昭和高等女学校（梯梧学徒隊）
動員 (生徒17人 / 教師人) 戦死者数 (生徒9人 / 教師人) 戦死者率 (生徒52% / 教師 %)
20)   沖縄県立宮古高等女学校（宮古高女学徒隊）
動員 (生徒48人 / 教師人) 戦死者数 (生徒1人 / 教師人) 戦死者率 (生徒2% / 教師 %)
21)   沖縄県立八重山高等女学校（八重山高女学徒隊）
動員 (生徒60人 / 教師人) 戦死者数 (生徒1人 / 教師人) 戦死者率 (生徒2% / 教師 %)

## なぜ沖縄の生徒は戦場に動員されたのか
- 1938年（昭和13年）
  - 文部省「集団的勤労作業運動実施ニ関スル件」を通牒。生徒の勤労奉仕を集団的に教育活動として義務付け「国家総動員法」制定

- 1939年（昭和14年）
  - 「国民徴用令」 制定

- 1941年（昭和16年）
  - 「青少年学徒食糧飼料等増産運動実施要項」→ 年間30日以内の増産活動を授業化
  - 「学校報国隊」結成
  - 「大学学部等ノ在学年限又ハ修業年限ノ昭和十六年度臨時短縮ニ関スル件」→ 修業年限を三か月短縮

- 1943年（昭和18年）
  - 東条内閣「学徒戦時動員体制確立要綱」閣議決定

- 1944年（昭和19年）
  - 1月「緊急国民勤労動員方策要綱」「緊急学徒勤労動員方策要綱」閣議決定
  - 2月「決戦非常措置要綱」閣議決定
  - 3月「決戦非常措置要綱ニ基ク学徒動員実施要綱」が閣議決定され、学校別学徒動員の基準、教職員の指導管理などがさだめられる。
  - 4月「学徒勤労動員実施要領ニ関スル件」発令
  - 7月「航空機緊急増産ニ関スル非常措置ノ件」閣議決定、文部省「学徒勤労ノ徹底強化ニ関スル件」通牒
  - 8月「学徒勤労令」「女子挺身勤労令」公布
  - 12月「動員学徒援護事業要綱」閣議決定
  - 陸軍省令第59号「陸軍召集規則」第58号「防衛召集規則」改正 →「前縁地帯」と規定された沖縄県と奄美諸島などに限り、17歳未満（14歳以上）で「志願」学徒の「防衛召集」を可能にさせる

- 1945年（昭和20年）
  - 3月「決戦教育措置要綱」が閣議決定される。
  - 5月22日「戦時教育令」公布
  - 6月23日、沖縄守備隊第32軍の司令官牛島満自決により組織的な戦闘が終焉した日、本土決戦に備えて本土で少年兵招集を可能にさせる「義勇兵役法」が可決 → 15歳以上男子、17歳以上女子の義勇兵が可能に
  - 7月8日、文部省が東京で沖縄の学徒兵を「学生の鑑」として表彰式を行う。沖縄の学徒兵は一人も出席してはいない。当時の文部大臣太田耕造は「国体護持のために全国の学校も二校の如くまい進せよ」と激励した。